# David Weir (atleta)
David Russell Weir (Londra, 5 giugno 1979) è un atleta paralimpico britannico.
In due edizioni dei Giochi paralimpici ha vinto un totale di sei medaglie d'oro, a cui si aggiungono d'argento e due di bronzo, vanta anche otto vittorie nella Maratona di Londra ed uno nella Maratona di New York.
Per i suoi successi è ritenuto uno dei migliori atleti in sedia a rotelle di sempre.
È nato con una resezione del midollo spinale che lo ha reso incapace di usare le gambe.

## Biografia

### Vita privata
Weir nacque a Wallington, parte del London Borough of Sutton.
Ha quattro figli provenienti da due diverse relazioni: Ronie, nata dalla prima, e, dalla seconda relazione, i due maschi Mason e Lenny e la figlia Tillia Grace.

### Iniziative filantropiche
Insieme all'allenatrice Jenny Archer ha fondato nell'aprile 2013 la Weir Archer Academy con l'obiettivo di aumentare la pratica dello sport tra disabili e formare la prossima generazione di atleti paralimpici.

## Carriera sportiva

### Carriera giovanile e primi successi
Weir si distinse fin da bambino, rappresentando Sutton nell'atletica in sedia a rotelle ai Giochi della gioventù di Londra e vincendo, da junior, la mini-corsa in sedia a rotelle della Maratona di Londra per sette volte. 
Nel 1996, a soli 17 anni, ad Atlanta partecipò ai suoi primi Giochi paralimpici in cui si classificò quarto nella staffetta 4X100m, settimo 100 metri e venendo eliminato in semifinale nei 400 metri.
Nel 2000 si classificò quinto nella Maratona londinese, fermando il cronometro a 1:47'11"
, e l'anno successivo salì per la prima volta sul podio classificandosi sesto.
Nel 2002 Jenny Archer diventò la sua allenatrice e successivamente diventò il più giovane vincitore della maratona, abbassando il personale a 1:39'44", sette secondi in meno rispetto al precedente.

### 2004-2007
Ai XII Giochi paralimpici estivi di Atene del 2004 vinse la prima medaglia ai Giochi classificandosi terzo nella finale dei 200 metri con il tempo di 25"55 e, dopo aver mancato la finale dei 400 metri, si aggiudicò anche la sua seconda con l'argento nei 100 metri dietro al finlandese Leo-Pekka Tähti.
Nel 2006, dopo il secondo posto del 2003 e i terzi del 2004 e del 2005, vinse la sua seconda Maratona di Londra stabilendo il record con strada bagnata con un tempo di 1:29'48", diventado il primo ad abbattere la barriera di 1 minuto e 30 secondi ed a settembre si portò a casa tre medaglie d'oro e un argento ai Campionati mondiali di atletica leggera paralimpica di Assen, nei Paesi Bassi, primeggiando nei 100, 400 e 1500 metri e giungendo dietro a Kenny van Weeghel nei 200 metri.
In questi anni arrivarono anche i primi due dei suoi sette successi nella Great North Run, nel 2003 e nel 2005, e due nella Maratona di Manchester, nel 2004 e nel 2006. nel 2007 in un record di 21:11,
L'anno successivo vinse ancora la Maratona di Londra sopravanzando il campione paralimpico australiano Kurt Fearnley di un secondo e ponendo fine ad una striscia positiva di otto vittorie, la maratona di Oensingen in Svizzera davanti allo svizzero Marcel Hug. e colse il terzo successo a Manchester,.

### 2008-2012
Il 13 aprile 2008 arrivò il terzo successo di consecutivo nella maratona di Londra, e la sua quarta in totale, battendo ancora Fearnley con uno sprint sul The Mall. e nel settembre successivo a Pechino 2008 conquistò i suoi primi due ori ai Giochi paralimpici trionfando negli 800 e nei 1500 metri, a cui si aggiunsero l'argento nei 400 ed il bronzo nei 5000.
Nel 2009 vinse per la seconda volta la Great North Run, bissando il successo nell'anno successivo in cui riuscì anche a primeggiare anche nella Maratona di New York battendo Masazumi Soejima per meno di un secondo e mezzo e si aggiudicò la sua quarta Maratona di Manchester
Nel 2011, dopo l'ennesimo successo a Manchester, ai Campionati del mondo di atletica leggera paralimpica 2011 di Christchurch, Nuova Zelanda, vinse altre tre medaglie d'oro negli 800, 1.500 e 5.000 metri, in questa edizione avrebbe dovuto partecipare alla maratona dei giochi, ma ha preferì ritirarsi in polemica con gli organizzatori perché il percorso era aperto al traffico. ", in precedenza aveva conquistato il quinto successo a Londra, con cui aveva raggiunto il decimo podio consecutivo.
Il 25 marzo 2012 primeggiò nella mezza maratona di Lisbona stabilendo il nuovo record mondiale nella categoria T53/T54 con il tempo di 43'41". e, con il sesto titolo a Londra eguagliò il record della baronessa Tanni-Grey Thompson.
Ad Agosto partecipò ai Giochi paralimpici casalinghi di Londra conquistando, tra il 2 ed il 9 settembre, quattro medaglie d'oro arrivando davanti a tutti sulla distanza degli 800, 1500 e 5.000 metri e nella maratona. Grazie a questi successi venne scelto come portabandiera alla cerimonia di chiusura dei Giochi, condividendo questo onore con la ciclista Sarah Storey., ed ricevette il premio come miglior atleta maschile ai Paralympic Sport Awards.

### 2013-2018
Dopo i successi del 2012 le sue apparizioni cominciarono a diradarsi. Ai successivi Giochi paralimpici di Rio 2016 non riuscì ad imporsi, terminando quinto nei 400 metri, quarto nei 1500 metri, sesto negli 800 metri e ritirandosi nella maratona dopo una collisione ad inizio gara.
Tuttavia nel 2017 e nel 2018 colse gli ultimi due successi nella Maratona di Londra, raggiungendo gli otto titoli.

## Record
Weir attualmente detiene il record britannico su tutte le distanze in pista fino a 5.000 m, nonché su strada a 10 km, mezza maratona e maratona.

## Palmarès
- 2001: medaglia di bronzo alla maratona di Londra cat T54
- 2004: medaglia d'argento nei 100 m cat T54 ai Giochi paralimpici
- 2004: medaglia di bronzo nei 400 m cat T54 ai Giochi paralimpici
- 2005: medaglia d'oro nei 400 m cat T54 agli Europei paralimpici
- 2005: medaglia d'argento nei 200 m cat T54 agli Europei paralimpici
- 2005: medaglia di bronzo nei 100 m cat T54 agli Europei paralimpici
- 2005: medaglia d'oro negli 800 m cat T54 agli Europei paralimpici
- 2006: medaglia d'oro nei 100 m cat T54 ai Mondiali paralimpici
- 2006: medaglia d'oro nei 200 m cat T54 ai Mondiali paralimpici
- 2006: medaglia d'oro nei 400 m cat T54 ai Mondiali paralimpici
- 2007: medaglia d'oro nei 400 m cat T54 alla World Cup paralimpica
- 2007: medaglia d'oro nei 1.500 m cat T54 alla World Cup paralimpica
- 2008: medaglia d'oro negli 800 m cat T54 ai Giochi paralimpici
- 2008: medaglia d'oro nei 1.500 m cat T54 ai Giochi paralimpici
- 2008: medaglia d'argento nei 400 m cat T54 ai Giochi paralimpici
- 2008: medaglia di bronzo nei 5.000 m cat T54 ai Giochi paralimpici
- 2011: medaglia d'oro negli 800 m cat T54 ai Mondiali paralimpici
- 2011: medaglia d'oro nei 1.500 m cat T54 ai Mondiali paralimpici
- 2011: medaglia d'oro nei 5.000 m cat T54 ai Mondiali paralimpici
- 2011: medaglia d'argento nei 200 m cat T54 ai Mondiali paralimpici
- 2012: medaglia d'oro nei 1.500 m cat T54 ai Giochi paralimpici
- 2012: medaglia d'oro nei 5.000 m cat T54 ai Giochi paralimpici
- 2012: medaglia d'oro negli 800 m cat T54 ai Giochi paralimpici
- 2012: medaglia d'oro nella maratona cat T54 ai Giochi paralimpici

## Riconoscimenti
- IPC Sport Awards (2012)
- BBC London disabled athlete of the year (2005[42], 2008[43])
- BBC British Wheelchair Sports Award (2005.[44], 2006[45])
- SJA British Sports Awards (2006[46])
- British Athletic Writers Association Best Performance Award (2006.[47])